# Dennis Grassow
Dennis Grassow (* 10. Oktober 1971 in Berlin) ist ein ehemaliger deutscher Fußballspieler.

## Karriere

### Spieler
Geboren und aufgewachsen in Berlin, zog er im Alter von 16 Jahren nach München, wo er sich dem TSV 1860 München anschloss. Über die SpVgg Starnberg, durch Fusion März 1992 FC Starnberg, gelangte er zur SpVgg Unterhaching.
Nach zwei Spielzeiten stieg er mit der SpVgg Unterhaching 1995 in die 2. Bundesliga auf. Nach 51 Einsätzen und zwei Toren wechselte er zur Saison 1997/98 zum FC Bayern München, den er aber ohne Spielpraxis – abgesehen vom Erstrunden-DFB-Pokal-Spiel bei DJK Waldberg (16:1) – zum 1. Dezember verließ.
Jetzt spielberechtigt für den 1. FC Köln, kam er in der verbleibenden Saison auf acht Spiele und musste den Gang in die 2. Liga antreten, in welcher er in der Spielzeit 1998/99 zu 24 Einsätzen kam.
Von 1999 bis 2004 gehörte er wieder zur Mannschaft der SpVgg Unterhaching und durchlief die Spielklassen Bundesliga (2 Jahre) bis Regionalliga Süd (1 Jahr), ehe der Aufstieg 2003 gelang.
Nach der Spielzeit 2003/04 verließ er den Zweitligisten, spielte zwei Jahre für den Regionalligisten SV Darmstadt 98, ehe er seine letzten drei Jahre – als Mannschaftskapitän – bei SSV Jahn Regensburg verbrachte.

### Trainer
Seine einzige Trainertätigkeit trat er zur Rückrunde der Saison 2009/10 als B-Jugend-Trainer beim TSV Gilching-Argelsried an. Zudem war er 2010 Co-Trainer von Günter Güttler bei der SpVgg Weiden.

### Erfolge
- DFB-Pokal-Sieger 1998 mit dem FC Bayern München (Einsatz 1. Runde)
- Ligapokal-Sieger 1997 mit dem FC Bayern München (ohne Einsatz)
- Bayernliga-Meister 1991 mit dem TSV 1860 München, 2007 mit dem SSV Jahn Regensburg
- Qualifikation für die 3. Liga 2008 mit dem SSV Jahn Regensburg

## Nach der Karriere
Der gelernte Installateur ist seit dem Jahr 2012 als Hausmeister in einem Seniorenheim in Taufkirchen bei der Arche Noris, einem überregional tätigen Träger von Altenhilfeeinrichtungen, ambulanten Pflege- und Betreuungsdiensten sowie Tagespflegen, tätig.